# Mauiibis
Mauiibis (Apteribis brevis) är en förhistorisk utdöd fågel i familjen ibisar inom ordningen pelikanfåglar som var endemisk för Hawaiiöarna. Fågeln förekom på ön Maui i höglänt terräng på Mount Haleakalas södra sluttning, inklusive Kipahulualen och troligen också nedre Waihoidalen.
Ibisarna i släktet Apteribis var små och liknade kivier med sina kraftigt tillbakabildade vingar, starka ben och en lång, kraftigt böjd näbb. Mauiibisens näbb var mer böjd än molokaiibisen. Eftersom den var flygoförmögen och troligen lätt att tillfångata försvann den snart efter att polynesierna anlände till ön med medföljande djur.
På grannön Lanai har man funnit lämningar efter en ibis som ännu inte beskrivits som art. Anmärkningsvärt nog hade lämningarna fjädrar kvar. Av fjäderdräkten att döma, liksom genetiska studier var ibisen nära släkt med de nu levande arterna i släktet Eudocimus. Utifrån fjädrarna kunde man också se vilka färger fågeln hade, en blandning av olika nyanser av brunt, mest likt hur en ung vit ibis ser ut.
Fossila lämningar har funnits efter ytterligare en obeskriven ibisart på Maui. Denna var större och levde i låglänta områden.